# 黃依妮
黃依妮（Bethany Huang，1999年—），美国著名儿童作家。

## 生平
父母分别来自台湾和中国大陆。2010年出版其第一本小說《艾菲爾鐵塔的女兒》(Eiffel Tower's Daughter), 目前著有多本作品。